# ضغط الحمل

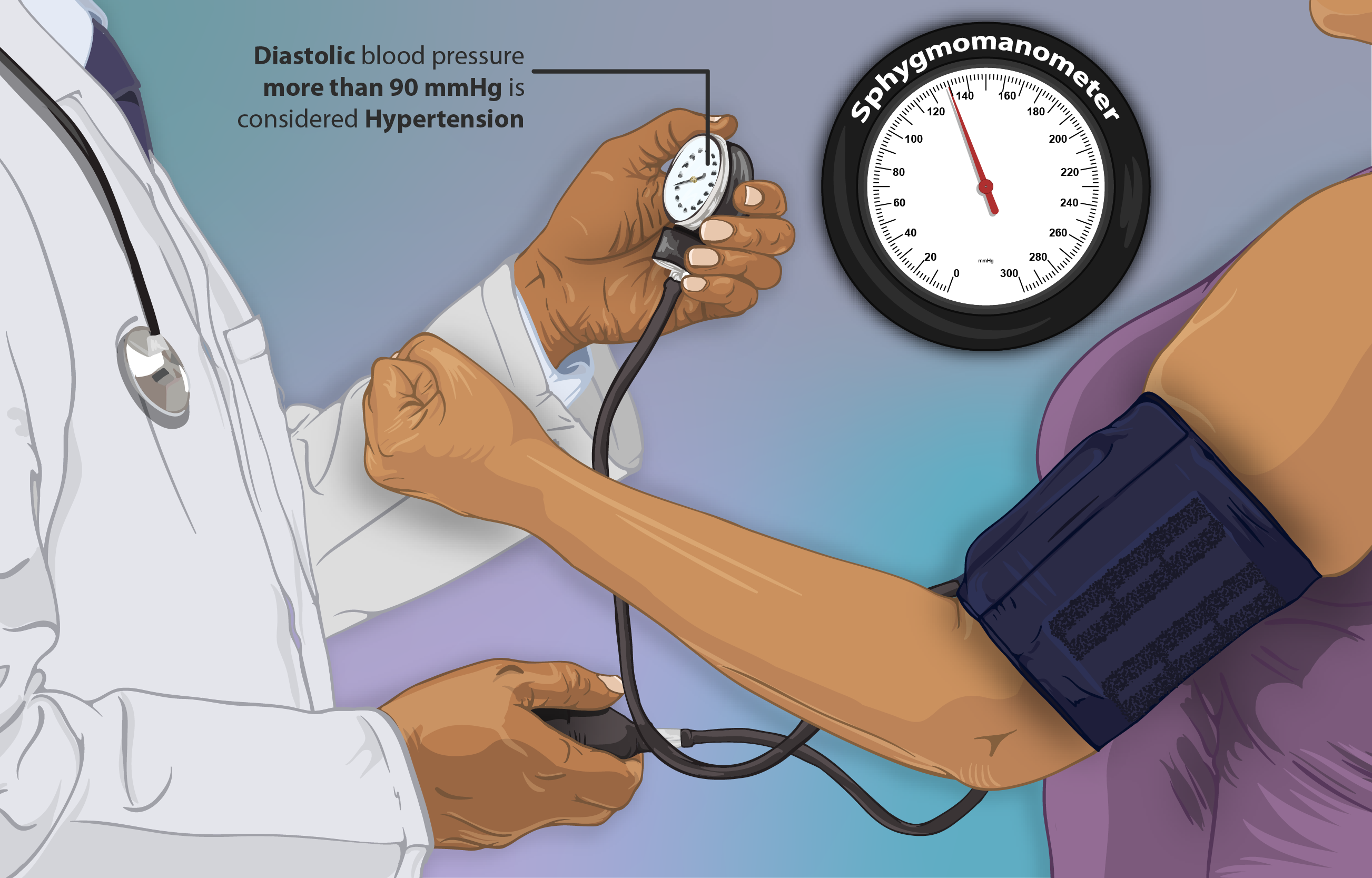

مرض ارتفاع ضغط الدم أثناء الحمل، المعروف أيضًا باسم اضطراب ارتفاع ضغط الدم الأمومي، هو مجموعة من اضطرابات ارتفاع ضغط الدم التي تشمل ما قبل تسمم الحمل، وتسمم الحمل المُتراكب على ارتفاع ضغط الدم المزمن، وارتفاع ضغط الدم الحملي، وارتفاع ضغط الدم المزمن.
حدثت اضطرابات ارتفاع ضغط الدم الأمومي لدى حوالي 20.7 مليون امرأة في عام 2013. حوالي 10٪ من حالات الحمل على مستوى العالم تُعقّدها أمراض ارتفاع ضغط الدم. في الولايات المتحدة، يؤثر مرض ارتفاع ضغط الدم أثناء الحمل على حوالي 8٪ إلى 13٪ من حالات الحمل. ازدادت المعدلات في العالم النامي. تسببت هذه الأمراض في 29000 حالة وفاة في عام 2013، بانخفاض عن 37000 حالة وفاة في عام 1990. تُعد هذه الأمراض أحد الأسباب الرئيسية الثلاثة للوفاة أثناء الحمل (16٪) إلى جانب النزيف التالي للولادة (13٪) والتهابات النفاس (2٪).

## العلامات والأعراض
على الرغم من أن العديد من النساء الحوامل المصابات بارتفاع ضغط الدم يلدن أطفالًا أصحاء دون مشاكل خطيرة، فإن ارتفاع ضغط الدم يمكن أن يكون خطيرًا لكل من الأم والطفل. النساء المصابات بارتفاع ضغط الدم الموجود مسبقًا، أو المزمن، أكثر عرضة للإصابة بمضاعفات معينة أثناء الحمل مقارنة بالنساء ذوات ضغط الدم الطبيعي. ومع ذلك، فإن بعض النساء يُصبن بارتفاع ضغط الدم أثناء الحمل (غالبًا ما يُسمى ارتفاع ضغط الدم الحملي).
يشكل ارتفاع ضغط الدم المزمن الذي لا يمكن التحكم فيه بشكل جيد قبل وأثناء الحمل خطرًا على المرأة الحامل وجنينها. يرتبط بزيادة خطر حدوث مضاعفات للأم مثل ما قبل تسمم الحمل وانفصال المشيمة (عندما تنفصل المشيمة عن جدار الرحم) وسكري الحمل. تواجه هؤلاء النساء أيضًا خطرًا أعلى لسوء النتائج عند الولادة مثل الولادة المبكرة، وولادة طفل صغير بالنسبة لعمر الحمل، ووفاة الرضع.

## عوامل الخطر
بعض النساء لديهن خطر أكبر للإصابة بارتفاع ضغط الدم أثناء الحمل. هذه هي:
- النساء المصابات بارتفاع ضغط الدم المزمن (ارتفاع ضغط الدم قبل الحمل).
- النساء اللواتي أُصبن بارتفاع ضغط الدم أو ما قبل تسمم الحمل خلال حمل سابق، وخاصة إذا حدثت هذه الحالات في وقت مبكر من الحمل.
- النساء اللواتي يعانين من السمنة قبل الحمل.
- النساء الحوامل تحت سن 15 عامًا أو فوق سن 30 عامًا.
- النساء الحوامل بأكثر من طفل واحد.
- النساء المصابات بداء السكري أو أمراض الكلى أو التهاب المفاصل الروماتويدي أو الذئبة أو تصلب الجلد.

## التشخيص
لا يوجد اختبار واحد للتنبؤ أو تشخيص ما قبل تسمم الحمل. العلامات الرئيسية هي ارتفاع ضغط الدم ووجود بروتين في البول (بيلة بروتينية). تشمل الأعراض الأخرى التي يبدو أنها تحدث مع ما قبل تسمم الحمل الصداع المستمر، وعدم وضوح الرؤية أو الحساسية للضوء، وآلام في البطن.
كل هذه الأحاسيس يمكن أن تكون ناجمة عن اضطرابات أخرى؛ كما يمكن أن تحدث في حالات الحمل الصحي. تُجدول زيارات منتظمة لتتبع ضغط الدم ومستوى البروتين في البول، وطلب وتحليل اختبارات الدم التي تكشف عن علامات ما قبل تسمم الحمل، ومراقبة نمو الجنين عن كثب.

### التصنيف
يستخدم تصنيف اضطرابات ارتفاع ضغط الدم في الحمل 4 فئات كما أوصت بها المجموعة العاملة لبرنامج التثقيف الوطني لارتفاع ضغط الدم في الحمل في الولايات المتحدة:
1. ارتفاع ضغط الدم المزمن
2. مقدمات ما قبل تسمم الحمل
3. مقدمات ما قبل تسمم الحمل المُضافة إلى ارتفاع ضغط الدم المزمن
4. ارتفاع ضغط الدم الحملي (ارتفاع ضغط الدم العابر للحمل أو ارتفاع ضغط الدم المزمن الذي يُحدد في النصف الثاني من الحمل).

يُفضل هذا المصطلح على المصطلح القديم ولكنه مستخدم على نطاق واسع "ارتفاع ضغط الدم الناجم عن الحمل" (PIH) لأنه أكثر دقة. تعكس المصطلحات الجديدة ببساطة علاقة الحمل إما ببدء أو الكشف الأول عن ارتفاع ضغط الدم؛ إن مسألة السببية، بينما هي مثيرة للاهتمام من الناحية المرضية، ليست النقطة المهمة لمعظم أغراض الرعاية الصحية. يصنف هذا التصنيف متلازمة هيلب كنوع من ما قبل تسمم الحمل بدلاً من مرض موازٍ.

### ارتفاع ضغط الدم المزمن
ارتفاع ضغط الدم المزمن هو نوع من ارتفاع ضغط الدم لدى المرأة الحامل يكون موجودًا مسبقًا قبل الحمل، أو يُشخص في وقت مبكر من الحمل، أو يستمر بشكل ملحوظ بعد نهاية الحمل. يؤثر على حوالي 5٪ من جميع حالات الحمل ويمكن أن يكون اضطرابًا أوليًا لارتفاع ضغط الدم الأساسي أو ثانويًا لحالة أخرى؛ ولا يحدث بسبب الحمل نفسه.

### ما قبل تسمم الحمل وتسمم الحمل
ما قبل تسمم الحمل هو حالة طبية تتطور عادة بعد الأسبوع العشرين من الحمل وتشمل تقليديا كل من ارتفاع ضغط الدم حديثا (ضغط الدم> 140/90 ملم زئبق) وبيلة البروتين.
ما قبل تسمم الحمل هو سبب رئيسي لمضاعفات الجنين، والتي تشمل انخفاض وزن الولادة، والولادة المبكرة، والموت داخل الرحم. تُشجع النساء المصابات بما قبل تسمم الحمل على الولادة بعد الأسبوع 37 من الحمل لتقليل مخاطر المضاعفات الشديدة.

#### تسمم الحمل
تسمم الحمل هو أحد أشكال ما قبل تسمم الحمل المثيرة للقلق بشكل خاص، حيث تبدأ المرأة الحامل التي سبق أن ظهرت عليها علامات ارتفاع ضغط الدم حديثًا في تجربة نوبات صرع عامة جديدة أو غيبوبة. يعاني ما يصل إلى 70٪ من المرضى المصابين بتسمم الحمل من مضاعفات مرتبطة بالحمل. يمكن أن تشمل هذه المضاعفات متلازمة هيلب، وقصور كلوي حاد، والتخثر المنتشر داخل الأوعية، من بين أمور أخرى.